# Perinereis marioni
Perinereis marioni är en ringmaskart som först beskrevs av Jean Victor Audouin och Milne Edwards 1833.  Perinereis marioni ingår i släktet Perinereis och familjen Nereididae. Arten har ej påträffats i Sverige. Inga underarter finns listade i Catalogue of Life.